# Viola (bướm)
Viola là một chi bướm ngày thuộc họ Bướm nâu.

## Các loài
- Viola alicoides
- Viola alicus
- Viola conjuncta
- Viola egra
- Viola hecata
- Viola hermione
- Viola herse
- Viola minor
- Viola olinda
- Viola olla
- Viola violella